# Бо, Чарльз Маунг
Чарльз Маунг Бо (бирм. ချားလ်မောင်ဘို, англ. Charles Maung Bo; род. 29 октября 1948, Мохла, Бирманский Союз) — первый бирманский кардинал, салезианец. Епископ Лашо с 7 июля 1990 по 13 марта 1996. Епископ Пантейна с 13 марта 1996 по 13 мая 2003. Архиепископ Янгона с 13 мая 2003. Председатель конференции католических епископов Мьянмы с 2000 по 2006. Кардинал-священник с титулом церкви Сант-Иренео-а-Ченточелле с 14 февраля 2015.

## Биография
Родился 29 октября 1948 года в городе Мохла, округ Сикайн. В 1976 году принял священнический сан, в 1990 году рукоположен в сан епископа. В 1990—1996 годах возглавлял епархию Лашо, а затем епархию Пантейна.